# Ralphs
Ralphs Grocery Company (pronunciato [ɹælfs]) è una catena di supermercati situata nel sud della California e in particolar modo diffusissima in tutta la contea di Los Angeles.
Fu fondata nel 1873 da George Ralphs; attualmente dipende dalla Kroger Co.

## Riferimenti nella cultura di massa
Ralphs è il supermercato in cui si reca Jeff Lebowski nel film Il grande Lebowski per compare un litro di latte con un assegno.